# Hamodactylus noumeae
Hamodactylus noumeae är en kräftdjursart som beskrevs av Bruce 1970. Hamodactylus noumeae ingår i släktet Hamodactylus och familjen Palaemonidae. Inga underarter finns listade i Catalogue of Life.